# Jacques de Mies
Jacques de Mies, dit Jacobellus ou Jacobellus de Misa (né en 1372 à Mies ou Misa en latin – mort à Prague le 9 août 1429) est un réformateur de Bohême qui appuya Jan Hus dans sa prédication, et prolongea l'enseignement de ce dernier.

## Biographie
Jacques de Mies étudia la théologie à l'Université Charles de Prague. Devenu curé de l’église Saint-Michel de Praque, il émergea comme un partisan déclaré de Jan Hus. En 1410, il participa aux débats sur John Wycliffe, défendant ses thèses contre la condamnation de l'évêché ; mais tandis que la griffe de l’Antéchrist résidait pour Wycliffe dans la simonie, pour Jacques de Mies c'était la hiérarchisation du rituel de la communion, instrument d’une distinction sociale entre les fidèles:51. Son étude de l’Écriture et des Pères de l’Église l'avait convaincu que réserver le calice aux puissants du royaume dans la célébration de la communion, constituait une adaptation arbitraire de l’Église terrestre.
Jacques professait que la communion sous les deux espèces est nécessaire au salut:180, ou du moins une obligation pour les fidèles:518, et qu'en tant que précepte du Christ, ce rituel n’aurait pas dû être altéré par l’Église historique ; que seuls les fidèles pratiquant la communion « utraquiste » (c’est-à-dire la communion sous les deux espèces) peuvent être dits disciples du Christ:51.
En 1414, il professa sa propre doctrine dans une série de débats publics ; et lorsque le recteur Hus, délégué de l’Église de Prague au Concile de Constance, sembla lui donner quelque assentiment, Jacques se mit à présenter le calice à tous ses paroissiens, en dépit des remontrances de l’évêque et de l'université. Cet exemple fut promptement suivi par les autres curés de Prague.
En réponse, les Pères du Concile de Constance (1415) promulguèrent par décret que la célébration de la communion sous les deux espèces n’est pas indispensable au salut, mais qu'elle ne constitue pas une apostasie. L'enjeu de cette marginalisation de l’utraquisme n'était pas tant le bien fondé doctrinal de cette pratique liturgique que ses implications sociales, comme sa prétention à figer la liturgie pour tous, ou l’irrévérence envers les puissants et particulièrement le haut clergé de l’Empire, seuls fondés jusque-là à adapter les rituels religieux locaux:180.
Bien que Jacques de Mies refusât de se soumettre, il conserva son apostolat, sans doute parce que sur tous les autres points de doctrine (l’existence du purgatoire, par exemple), il se conformait à l’Église Catholique. Durant la dernière décennie de sa vie, Jacques était considéré comme l'un des plus éminents théologiens utraquistes.